# Rodman M. Price

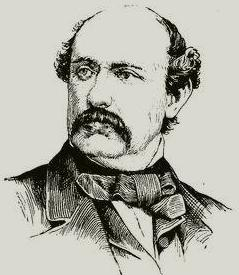
Rodman M. Price

Rodman McCamley Price (* 5. Mai 1816 in Newton, Sussex County, New Jersey; † 7. Juni 1894 in Oakland, New Jersey) war ein US-amerikanischer Politiker und von 1854 bis 1857 Gouverneur des Bundesstaates New Jersey. Zwischen 1851 und 1853 vertrat er seinen Staat als Abgeordneter im US-Repräsentantenhaus.

## Frühe Jahre
Rodman Price besuchte die öffentlichen Schulen seiner Heimat und in New York City. Danach studierte er einige Zeit an der Princeton University, ohne jedoch einen Abschluss zu machen. Danach absolvierte er ein Jurastudium. Price trat anschließend in die US-Marine ein, wo er Zahl- und Proviantmeister (purser) wurde. Am Mexikanisch-Amerikanischen Krieg nahm er als Marineoffizier teil. Im Jahr 1846 war er für kurze Zeit Präfekt von Monterey. Nachdem Kalifornien Teil der Vereinigten Staaten geworden war, wurde Price der erste Amerikaner, der in dem neuen Gebiet juristische Grundlagen schuf. Zwischen 1848 und 1850 war Price in Kalifornien Marinebevollmächtigter (Naval Agent).

## Politischer Aufstieg
Price begann seine politische Laufbahn noch in Kalifornien. Dort war er Mitglied der verfassungsgebenden Versammlung des neuen Bundesstaates. Er wurde Mitglied der Demokratischen Partei und wurde nach seiner Rückkehr nach New Jersey als deren Kandidat im Jahr 1850 in das US-Repräsentantenhaus gewählt. Dort absolvierte er zwischen dem 4. März 1851 und dem 3. März 1853 eine Legislaturperiode. Im Jahr 1852 verfehlte er die Wiederwahl. Dafür wurde er ein Jahr später zum neuen Gouverneur seines Staates gewählt.

## Gouverneur von New Jersey
Rodman Price trat seine dreijährige Amtszeit am 17. Januar 1854 an. In dieser Zeit wurde ein geologisches Gutachten in Auftrag gegeben, um die Bodenschätze des Staates zu erforschen. Außerdem wurde die Miliz des Staates neu strukturiert. Gouverneur Price reformierte das Schulsystem seines Staates grundlegend, so dass er als der Vater des öffentlichen Schulsystems in diesem Staat gilt. Damals wurde auch eine Fährverbindung von Weehawken nach New York City eingerichtet.

## Weiterer Lebenslauf
Am Vorabend des Amerikanischen Bürgerkrieges war Price Delegierter auf einer Konferenz, die Anfang 1861 in letzter Minute vergeblich den Ausbruch des Krieges verhindern wollte. Danach zog sich Price aus der Politik zurück. Er starb im Juni 1894. Mit seiner Frau Matilda Tranchard hatte er ein Kind.